# Ftálsav-anhidrid
A ftálsav-anhidrid egy szerves vegyület, a karbonsavanhidridek közé tartozik (a ftálsav anhidridje). Színtelen, hosszú, tű alakú kristályokat alkot. Hideg vízben nagyon rosszul oldódik, meleg víz jobban oldja. Jól oldható etanolban; éterben kevésbé oldódik. Gyakorlati jelentősége nagy, elsősorban a műanyaggyártásban, illetve festékek előállításához használják.

## Kémiai tulajdonságai
Ha alkálifém-hidroxidokkal főzik, a gyűrűje felnyílik és az adott alkálifém ftálsavas sója keletkezik.

## Élettani hatása
Ingerli a szem kötőhártyáját, illetve a légutak nyálkahártyáit. Emiatt kötőhártyagyulladást és orrvérzést okozhat.

## Előállítása
A ftálsav-anhidrid ipari méretben Gibbs-Wohl naftalin oxidációval állítható elő naftalinból. Az oxidációt levegővel vagy oxigénnel végzik, 360 °C-on, V2O5 katalizátor jelenlétében. Másik eljárás szerint a ftálsav-anhidridet o-xilol katalitikus oxidációjával nyerik. A katalizátor például vanádium-pentoxid lehet.

## Felhasználása
A ftálsav-anhidridet a műanyaggyártásban használják fel. Kiindulási anyag számos festék, színezék (például ftaleinek, ftalocianinok) és festékkötőanyag előállításánál. Észtereket is előállítanak belőle, ezeket például műanyagokban alkalmazzák lágyítónak.